# NGC 3675
NGC 3675 je spirální galaxie v souhvězdí Velké medvědice. Objevil ji William Herschel 14. ledna 1788. Od Země je vzdálená přibližně 60 milionů světelných let a pravděpodobně je členem Skupiny galaxií Velká medvědice, nebo blízko ní tvoří vlastní malou skupinu galaxií spolu s NGC 3600 a UGC 6161.
Na obloze se nachází 3° východně od hvězdy ψ UMa, její úhlová velikost je 5,9′×3,1′ a při své hvězdné velikosti 10 je dost jasná na to, aby byla vidět i menšími hvězdářskými dalekohledy.
V roce 1984 byla v této galaxii pozorována supernova, která dostala označení SN 1984R a dosáhla hvězdné velikosti 13.